# Jižní Kavkaz
Jižní Kavkaz nebo Zakavkazsko je označení pro území jižně od hlavního hřebene Velkého Kavkazu a severně od Malého Kavkazu. Z východu je toto území ohraničeno Kaspickým mořem a ze západu Černým mořem. Leží v mírném podnebném pásu, ale na velké části panují vysokohorské podmínky. Nachází se zde tři nezávislé  státy Arménie, Ázerbájdžán a Gruzie a dva mezinárodně neuznávané státy Abcházie a Jižní Osetie.

## Dějiny
Státy Zakavkazska se poprvé sjednotily 24. února 1918. Ve světě probíhala první světová válka a v Rusku občanská válka. Na nově vzniklý stát si činily nárok hned tři strany: bělogvardějci, bolševici a Osmanská říše. I přes všechny hrozby ze zahraničí se nakonec republika rozpadla díky vnitřním problémům hned po třech měsících od svého vzniku. Nejdříve se odtrhla Gruzie a o 2 týdny později se rozešla i Arménie s Ázerbájdžánem. Další tři roky se všichni provokovali a propleskávali, válčily (Arménie vs. Ázerbájdžán o Náhorní Karabach), rozpadaly (Abcházie, Jižní Osetie, Adžárie), až v roce 1921 přišla Rudá armáda a začlenila všechny do SSSR. V roce 1922 zde byla vytvořena Zakavkazská sovětská federativní socialistická republika, která zde fungovala až do roku 1936. V tomto roce zde byly vytvořeny Arménská sovětská socialistická republika, Ázerbájdžánská sovětská socialistická republika a Gruzínská sovětská socialistická republika. Toto rozdělení způsobilo problémy, které se projevily až při rozpadu SSSR a nejsou dodnes vyřešeny.
- Abcházie byla i přes nevoli místních obyvatel začleněna do Gruzínské SSR.
- Osetie byla rozdělena na Jižní a Severní mezi Gruzii a Rusko.
- Oblasti s převažující většinou jednoho národa byly předány jiným SSR (např. Náhorní Karabach, Jižní Gruzie).

Za éry SSSR byly tyto státy industrializovány a etnické problémy se zde příliš neprojevovaly. Po rozpadu SSSR se tyto státy staly opět nezávislými a postupně všechny vstoupily do SNS (Gruzie po válce v Jižní Osetii v roce 2008 vystoupila). Ale už těsně před začátkem rozpadu začaly první etnické konflikty (Náhorní Karabach), které pokračují s různou intenzitou dodnes. V roce 2008 byla válka mezi Jižní Osetií a Gruzií. Poslední otevřená válka zde proběhla v roce 2020 mezi Ázerbájdžánem a Republikou Arcach v Náhorním Karabachu obývaném Armény. Výsledek je takový, že kromě 3 celosvětově uznaných států tu existují další 3 sporné státy (Jižní Osetie, Abcházie, Náhorní Karabach – roku 2016 přejmenován na Republiku Arcach).

## Ekonomika
Po rozpadu SSSR propukla ve všech státech Zakavkazska krize. Do roku 1995 klesla ekonomika o 30–40 %, pak následovalo několik let stagnace až do roku 1998, kdy začal prudký hospodářský růst (Ázerbájdžán dokonce obsadil v letech 2006 a 2007 první místo ve světě). Zakavkazsko je poměrně zaostalá oblast, v zemědělství pracuje kolem 40% obyvatel (Arménie 39%, Gruzie 52,2%, Ázerbájdžán 38,3%). V Gruzii a Abcházii, kde jsou subtropické podmínky, se pěstuje hlavně víno (v roce 2009 bylo v Gruzii vyrobeno 15,8 miliónů lahví vína a 10,9 miliónů bylo vyvezeno do 45 zemí světa) ,ale pěstuje se zde také čaj nebo citrusy a v Abcházii i třeba tabák. V Arménii se pěstují hlavně obiloviny (pšenice a ječmen), kterým prospívá místní vulkanická půda a s pomocí umělého zavlažování se zde v menší míře pěstují také fíky, granátová jablka, meruňky a olivy (hlavně u řeky Araks a v údolích severně od Jerevanu). V Ázerbájdžánu, kde převládá suché subtropické počasí, se hlavně pěstuje bavlna, tabák, citrusy a víno. Všechny zakavkazské státy jsou ve větší či menší míře závislé na těžbě surovin, nejvíce Ázerbájdžán, u něhož 81% exportu tvoří těžba ropy, v Gruzii a Arménii se ropa příliš nevyskytuje, ale velmi důležitá je zde těžba mědi nebo hořčíku.
| země               | obyvatel (mil.) | rozloha (km²) | HDP (nominální) na hlavu, 2011 USD | HDP (nominální) na hlavu, 2011 USD | HDP v PPP od 2009 | HDI v 2011 | zaměstnanost v zemědělví v % | ! zaměstnanost v Průmyslu v % | ! zaměstnanost ve službách v % |
| ------------------ | --------------- | ------------- | ---------------------------------- | ---------------------------------- | ----------------- | ---------- | ---------------------------- | ----------------------------- | ------------------------------ |
| Abcházie           | 0,24            | 8 665         | 3 160                              | -                                  | -                 | -          | -                            | -                             | -                              |
| Arménie            | 3,2             | 29 743        | 3 300                              | -                                  | 5 789             | 0.729      | 39                           | 40,8                          | 44,2                           |
| Ázerbájdžán        | 9,1             | 75 142        | 7 300                              | -                                  | 10 067            | 0.734      | 38,3                         | 12,1                          | 49,6                           |
| Gruzie             | 4,3             | 57 135        | 3 000                              | -                                  | 5 465             | 0.745      | 52,2                         | 6,5                           | 41,3                           |
| Jižní Osetie       | 0,07            | 3 900         | -                                  | -                                  | -                 | -          | -                            | -                             | -                              |
| Arcach             | 0,14            | 11 458        | -                                  | -                                  | -                 | -          | -                            | -                             | -                              |
| Zakavkazsko celkem | 17,01           | 186 043       | 5101                               |                                    | 7968              | -          |                              |                               |                                |

## Přírodní poměry
Zakavkazsko se nachází v mírném až subtropickém podnebném pásu. Velký Kavkaz zabraňuje průnikům studeného kontinentálního vzduchu ze severu a od Černého moře sem vanou teplé větry, které přinášejí hojnost srážek. Čím více se vzdalujeme od pobřeží Černého moře směrem na východ srážek ubývá. Zatímco u pobřeží Černého moře průměrné roční srážky dosahují až 2500 mm, tak u pobřeží Kaspického moře pouze kolem 300 mm. Zakavkazsko je velice hornatá oblast, třeba žádné území v Arménii (s výjimkou malých údolí) neleží níž než 1000 m nad mořem. Zatímco v nížinách v Gruzii vládne subtropické podnebí, o kousek vedle na vrcholcích Kavkazu je sněhová pokrývka.

## Hranice Evropy

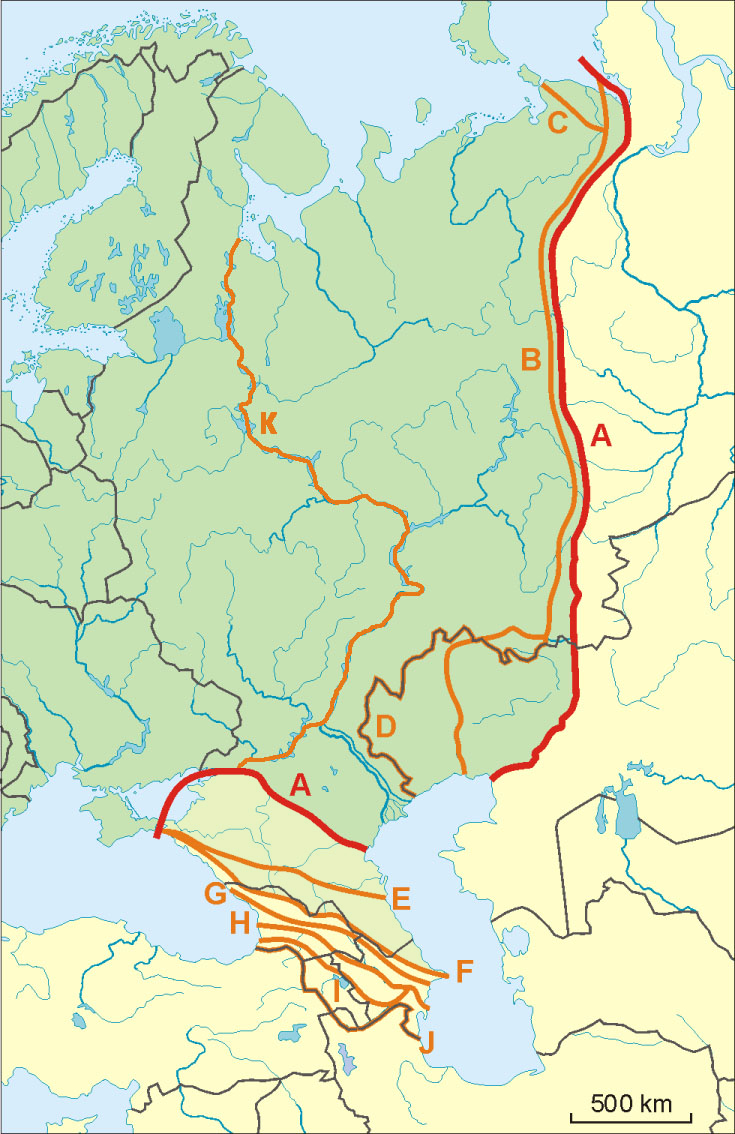
Různé hranice Evropy.

V Česku se nejčastěji udává, že geografická hranice Evropy vede podél řek Kuma a Manyč. Existují ale i jiné výklady. Stejně jako v Česku se vyučují hranice mezi Evropou a Asií i ve zbytku kontinentální Evropy, v USA nebo v Británii se upřednostňuje verze, v níž jsou hranice Evropy umístěny na hlavním hřebeni Kavkazu. V tom případě Mont Blanc ztrácí pozici nejvyšší hory Evropy a je nahrazen Elbrusem. Podle některých kartografů vede hranice Evropy souběžně s jižní hranicí Arménie, Gruzie a Ázerbájdžánu, takže Zakavkazsko se nachází buďto celé v Evropě, částečně v Evropě a částečně v Asii nebo také celé v Asii.
Kromě fyzikálních a geografických kritérií jsou země Zakavkazska často označovány jako evropské na základě politické a kulturní blízkosti moderní Evropy.